# Бразза, Пьер Саворньян де
Граф Пьетро-Паоло Саворньян ди Брацца (итал. Pietro Paolo Savorgnan di Brazzà), на французский манер Пьер-Поль-Франсуа-Камиль Саворньян де Бразза́ (фр. Pierre Paul François Camille Savorgnan de Brazza) (26 января 1852 — 14 сентября 1905) — итало-французский путешественник, положивший начало французскому господству по верхнему течению Огове и на Конго; основатель Браззавиля.

## Биография
Пьетро-Паоло Саворньян ди Брацца родился в Риме в семье фриульских аристократов (фамилия Бразза происходит от итальянского названия хорватского города Брач). Учился в Иезуитской коллегии в Париже, с 1868 по 1870 годы посещал Морскую школу в Бресте, в 1870 году поступил во французский флот. В 1875 году вместе с врачом Ноель-Баллэ исследовал в торгово-политическом отношении верхнее течение Оговы. По окончании этого предприятия Бразза открыл верховья обоих правых притоков Конго, Алимы и Ликоны.
В конце декабря 1879 года Бразза, по поручению французского правительства, ассигновавшего ему субсидию, предпринял второе своё путешествие и тогда основал станцию Франсвиль на Пассе, недалеко от впадения её в Огову, а 3 сентября 1880 года станцию Браззавиль, на правом берегу Конго, принял область короля Макоко, между Лаусоном и Стенли-Пулем, под защиту Франции, спустился вниз по Конго и 7 ноября 1880 года встретился со Стенли в Мдамби-Мбонго.
Во время третьего своего путешествия в страны, лежащие по Огове, и во Французское Конго, которое он предпринял 18 декабря 1880 года из Ст.-Марии-де-Габон, он основал станцию де л’Алима на верховьях этой реки и в октябре 1881 года из Франсвиля добрался до берега близ Ланданы.
В первые месяцы 1882 года Бразза вернулся во Францию и побуждал правительство и парламент к более энергичной деятельности в западно-экваториальной Африке. Уже в начале 1883 года французы, по настоянию Бразза, заняли в приморской области Лоанго местность Лоанго и Понте-Негро, а 21 апреля того же года Бразза, назначенный правительственным комиссаром экваториальной Франции и получив субсидию в 1 275 000 франков, высадился во главе сильной экспедиции в Либревиле, в Габоне.
Из Франсвиля он организовал новую колонию, заключил трактаты с властителями области Оговы, до 1885 года основал более 25 новых станций на Огове, Алиме, Куилу-Ниади и на прибрежье Лоанго, исследовал «экваториальную Францию» в отношении геологическом, биологическом и антропологическом и в 1886 году получил звание генерального комиссара Французского Конго. Незадолго до смерти ездил в Конго для проверки слухов о жестоком обращении колонизаторов с туземцами.
В 2006 году останки графа де Бразза были перенесены из Алжира в специально построенный для их размещения мавзолей в основанном им Браззавиле.